# Azai Hisamasa
Azai Hisamasa (浅井 久政 1526 - 23 de Setembro de 1573 ) foi um daimyo durante o período sengoku do Japão , ele foi o segundo chefe do clã Azai. Ele era pai de Azai Nagamasa e Kyōgoku Maria ele foi avô de Saitō Tatsuoki e Yodo-Dono e foi tataravô de Toyotomi Hideyori.

## Vida e Aposentadoria
Hisamasa sucedeu o clã após a morte do seu pai em 1542, ele não era um líder forte como seu pai e durante um tempo ele foi perdendo seus domínios para o clã Rokkaku, e ele acabou se tornando um retentor de Rokkaku Yoshikata. Em 1560 para ter novamente suas terras e ser um clã independente o seu filho Azai Nagamasa fez um ataque direto a Yoshikata que o fez recuar, assim o clã Azai conseguiu recuperar suas terras. Essa batalha ficaria conhecida como a Batalha de Norada, e após essa batalha Hisamasa foi forçado a se aposentar, dando lugar a Nagamasa para ser o novo líder do clã. Mas Hisamasa ainda manteve algum domínio do clã. 

## O fim do clã
Em 1564 Oda Nobunaga fez uma aliança com o clã Azai, oferecendo sua irmã mais nova Oichi para se casar com Nagamasa, e assim foi feito aliança Oda-Azai. E nessa mesma época Nobunaga estava lançando um campanha para domínio da província de Mino, do clã Saitō. Na época o líder do clã era Saitō Tatsuoki que era seu neto e sobrinho de Nagamasa. Após a conquista de Mino , em 1570 Nobunaga decidiu marchar para capital, mas o mesmo seria impedido por Asakura Yoshikage que na época era o líder do clã Asakura, e um aliado antigo dos Azai's. Os Asakura's pediram reforços aos seus aliados, como Hisamasa teve bastante ajuda dos Asakura's durante batalhas contra o Rokkaku; Hisamasa levantou um grande apoio para ajudarem aos Asakura's que eram seus aliados a tempo, Nagamasa decidiu ficar neutro por causa de Oichi, porém o mesmo não conseguiu um apoio o suficiente para derrubar seu pai. Assim a aliança Oda-Azai, foi quebrada e os Asakura's foram reforçados pelo clã Azai, porém Nobunaga conseguiu recuar.
Em 1570 o seu clã Azai, enfrentou Oda Nobunaga e Tokugawa Ieyasu na batalha de Anegawa mas foram derrotados mesmo com ajuda do clã Asakura.
E em 1573 Nobunaga atacou a casa dos Azai's o Castelo de Odani, ele viu que seu clã não iria conseguir enfrentar o grande exercito de Nobunaga, e acabou cometendo seppuku e o castelo foi incendiado e demolido. Seu filho teve o mesmo destino, e assim houve o fim do clã Azai.

## Família
- Pai: Azai Sukemasa (1491-1546)
- Filho: Azai Nagamasa (1545-1573)
- Filha: Kyōgoku Maria (1543-1618)